# Schaatshelm

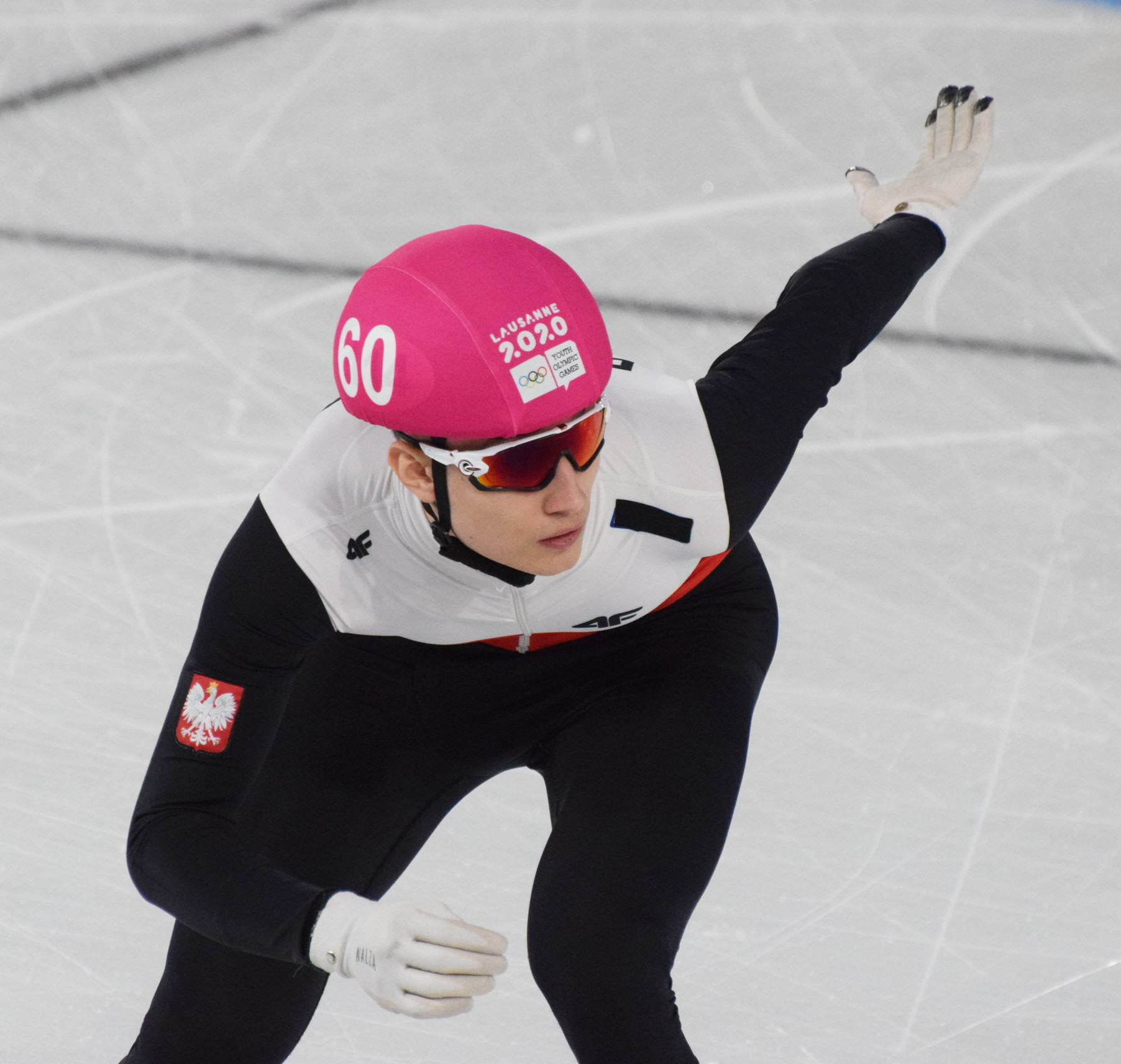
Schaatshelm

De schaatshelm is een valhelm die bescherming biedt aan shorttrackschaatsers. De schaatsers snijden vaak de bochten scherp aan en hebben een verhoogde kans hard ten val te komen.

## Achtergrond
Ook voor de langebaanschaatser heerst er de laatste jaren hierover discussie. Zo kwam sprinter Gerard van Velde hard ten val tijdens het WK Sprint in 2005. Gevolgen: twaalf hechtingen achter op zijn hoofd en een lichte hersenschudding en in oktober 2014 vielen de marathonschaatsers Christijn Groeneveld, Martin van de Pol en Jane Ravestein met ernstig letsel tot gevolg. Gewestvoorzitter Jelle Wesselius van de KNSB pleitte in januari 2009 daarom ook voor een schaatshelm voor langebaanschaatsers. Met steeds hogere snelheden worden de risico's ook steeds hoger bij een val. Volgens TVM-coach Gerard Kemkers zullen bij het verplicht stellen van het dragen van een helm, zoals bij het wielrennen, de omstandigheden voor de schaatsers hetzelfde zijn.
Met ingang van seizoen 2015/2016 heeft de KNSB verplicht om een helm te dragen tijdens marathonwedstrijden en de massastart in het langebaanschaatsen met snijvaste hand-, scheen, enkel- en nekbescherming. In 2016 verplichtte ook de vereniging Friesche Elfsteden het dragen van een helm tijdens een volgende Elfstedentocht. Met ingang van seizoen 2024/2025 voert ijsbaan Thialf de verplichting in om een helm te dragen op het ijs. Topsporters zijn deels uitgezonderd van de regel.
Al voor die verplichting waren het de schaatsers van team Haven Amsterdam die in 2014 begonnen met het dragen van een helm. Een jaar later volgde schaatsteam Van Werven, met kopman Gary Hekman, die daarmee de ban definitief brak. Dat bracht de ontwikkeling van een hele nieuwe categorie schaatsproducten teweeg, de schaatshelm.
Schaatshelmen moeten voldoen aan een aantal regels. De ISU keurt alle helmen volgens ASTM-F1849, een richtlijn opgesteld voor shorttrack. Een van de eisen is dat het de vorm van het hoofd moet volgen (er mag geen punt naar achteren aan zitten zoals bij fietshelmen) en er geen uitsteeksels aan mogen zitten. Ook moet het een harde schelp hebben. Daarmee zijn vrijwel alle fietshelmen ongeschikt. De eisen van schaatsers aan een schaatshelm gaan nog verder. Zo is met name de controle over temperatuur in koude omstandigheden erg belangrijk voor het comfort, zowel met betrekking tot kou als warmte en zweet. Veiligheidsregels beperkt het formaat en aantal ventilatieopeningen welke wel wenselijk zijn voor marathons in de geconditioneerde overdekte schaatsbanen. Verder is er bijvoorbeeld behoefte aan aerodynamische uitvoering.
Smartcap was begin deze eeuw het eerste merk dat met hoofdbescherming kwam specifiek voor het schaatsen. Zij ontwikkelden een muts met een schokabsorberend protectiemateriaal. Schaatsen- en skeelerproducent Cádomotus was de eerste fabrikant die met een specifieke en goedgekeurde schaatshelm voor wedstrijdrijders op de markt kwam. Het grootste deel van het marathonschaatspeloton rijdt met deze Cádomotus Omega en Alpha helmen, waaronder AB Vakwerk, Bouw & Techniek, mkbasics.nl en Okay Fashion & Jeans. Ook Casco, Evo en Viking kwamen met schaatshelmen op de markt.